# Цавена (Белуно)
Цавена је насеље у Италији у округу Белуно, региону Венето.
Према процени из 2011. у насељу је живело 47 становника. Насеље се налази на надморској висини од 510 м.